# Пятов, Андрей Валерьевич
Андре́й Вале́рьевич Пя́тов (укр. Андрій Валерійович Пятов; род. 28 июня 1984[…], Кировоград) — украинский футболист, вратарь. Бывший капитан национальной сборной Украины. Участник трёх чемпионатов Европы (2012, 2016 и 2020) и чемпионата мира 2006. Заслуженный мастер спорта Украины (2009 год).

## Клубная карьера
Начал заниматься футболом в кировоградской ДЮСШ-2. Первый тренер — Вадим Бондарь. В чемпионате ДЮФЛ Украины выступал за кировоградскую «Звезду» и команду полтавской ДЮСШ им. И. Горпинко. В 2000 году провёл 12 матчей за кировоградскую «Артемиду» в Любительском чемпионате Украины.

### «Ворскла» и «Ворскла-2»
Начал играть в полтавской «Ворскле» в 2001 году. Но сначала (до 2004 года) играл за фарм-клуб — «Ворсклу-2», сыграв 56 игр и пропустив 91 мяч. В 2005 году дебютировал за первую команду «Ворсклы». Всего за первую команду «Ворсклы» игрок сыграл 43 матча и пропустил 41 гол. В 2006 году покинул клуб в связи с переходом в донецкий «Шахтёр».

### «Шахтёр» (Донецк)

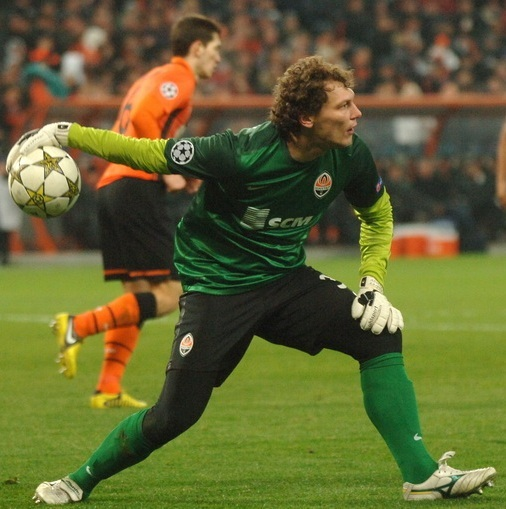
Пятов в составе «Шахтёра», 2012 год

В «Шахтёре» с 13 декабря 2006 года. Перешёл туда за 6 млн гривен. Но «Шахтёр» разрешил игроку остаться до конца сезона 2006/07 в своём прошлом клубе на правах аренды. В следующем сезоне Андрей победил в конкуренции с Богданом Шустом. В 2009 году конкуренция у него выросла. Это произошло после усиления состава команды Рустамом Худжамовым который достигал своего расцвета. После новой борьбы Пятов вновь сохранил место в составе. Вместе с «Шахтёром» победил в Кубке УЕФА 2008/09. В матче против «Черноморца» сыграл свою 100-ю игру за «Шахтёр». В сезоне 2011/12 полностью проигрывал Александру Рыбке на своей позиции и потерял место в основе, но после дисквалификации Александра закрепился там. Уже в сезоне 2015/16 Андрей был на 2-м месте среди вратарей, отражающих пенальти.
19 октября 2018 года сыграл свой 400-й матч за «Шахтёр», в котором «горняки» дома минимально победили «Десну» (1:0).

## Карьера в сборной
В 2004—2006 годах провёл за молодёжную сборную Украины 20 матчей и пропустил 22 мяча.
Вошёл в заявку национальной сборной Украины на чемпионате мира 2006 года, проходившем в Германии. Вместе с ним в заявке также были вратари Александр Шовковский и Богдан Шуст, но на этом турнире Андрей так ни разу не сыграл. Стал четвертьфиналистом чемпионата, в котором Украина уступила сборной Италии со счётом 3:0.

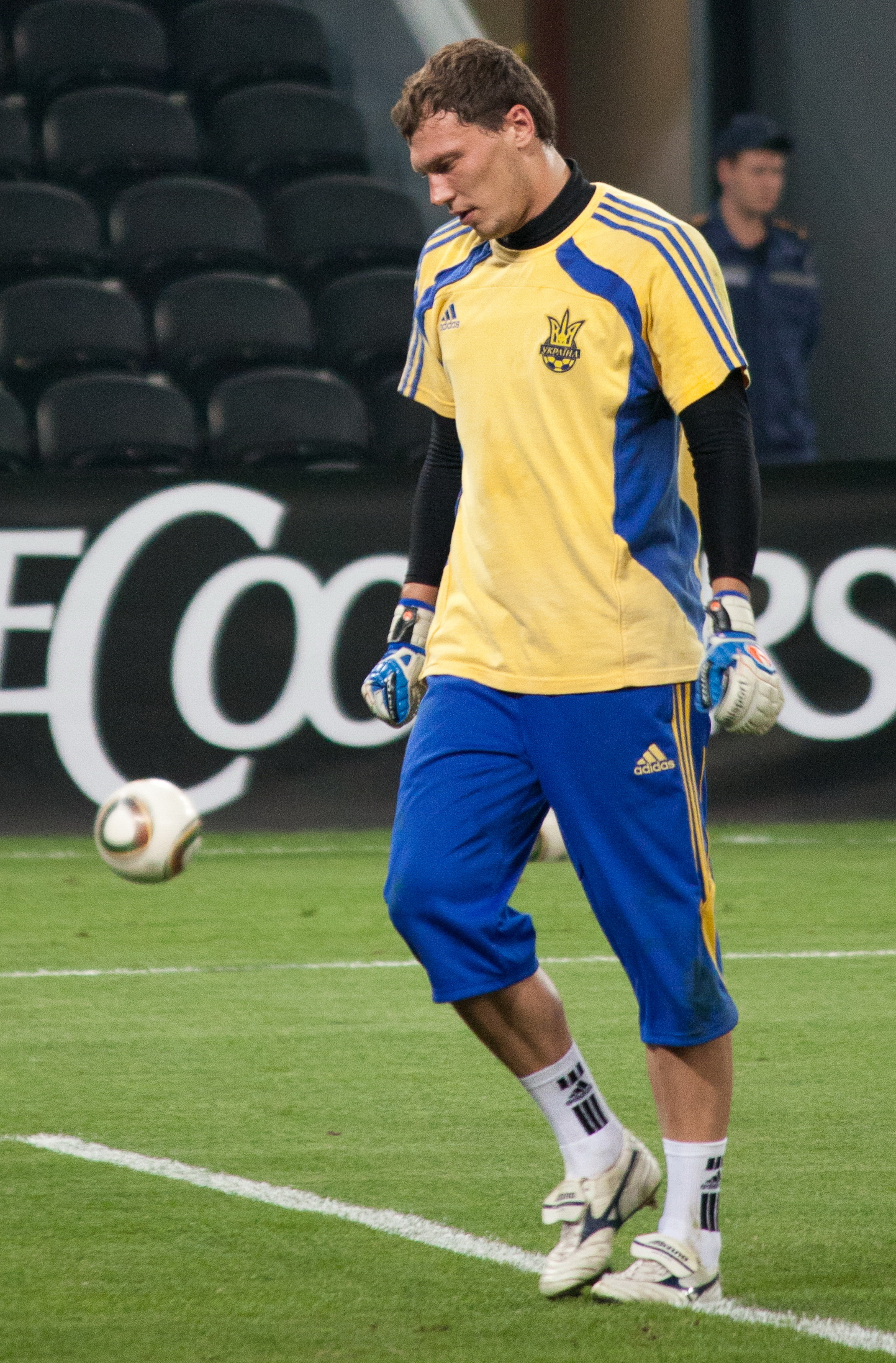
Пятов на разминке в составе сборной Украины, 2010 год

Пятов не был основным вратарём сборной и в 2008 году. Все матчи отбора на чемпионат Европы 2008 провёл Александр Шовковский. Но матч против Фарерских островов тренер сборной Олег Блохин доверил сыграть Андрею, и Пятов отстоял матч «на ноль». Также сыграл в матче против сборной Франции, но Украина не смогла квалифицироваться на турнир.
Сыграл первый матч сборной Украины в отборе на чемпионат мира 2010, против сборной Беларуси, который отстоял «на ноль» (1:0). Провёл следующие матчи против сборных Казахстана (1:3 победа Украины), Хорватии (0:0), Англии (2:1 победа Англии) и Андорры (5:0 победа Украины). Лишь матч против сборной Казахстана провёл Станислав Богуш. Играл в плей-офф отбора. Первый матч против сборной Греции отстоял «на ноль», а в следующем матче пропустил гол и Украина не квалифицировалась.
Перед чемпионатом Европы 2012, который Украина проводила совместно с Польшей, сборная Украины начала терять своих вратарей. Травмы получили Андрей Дикань и Александр Шовковский, а Александр Рыбка был дисквалифицирован. Поэтому в составе сборной, на домашнее Евро, попали Пятов, Александр Горяинов и Максим Коваль. Но сборная Украины выбыла из турнира, заняв 3-е место в группе, отстав от сборной Франции всего на 1 очко. Пятов на турнире сыграл все 3 матча, пропустив 4 мяча. 13 ноября 2012 стало известно, что Андрей назначен на один товарищеский матч тренером вратарей сборной Украины.

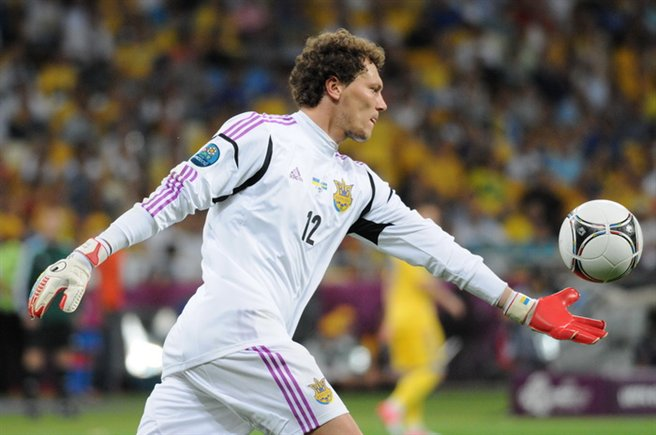
Пятов в составе сборной Украины на Чемпионате Европы 2012

Сыграл все матчи сборной Украины в отборе на Чемпионат Мира 2014. Стал участником матча против сборной Сан-Марино, в котором Украина добыла свою самую большую победу в истории (9:0). Играл в матче плей-офф против сборной Франции. В первом матче Андрей не пропустил мячей, но в следующем украинцы не удержали преимущество и не квалифицировались на турнир.
Сыграл все матчи отбора на чемпионат Европы 2016. Украина не смогла выйти на Евро из группы напрямую. В последнем матче группового этапа отбил пенальти от игрока сборной Испании Сеска Фабрегаса, но и пропустил один мяч от Марио Гаспара. Провёл два матча плей-офф со сборной Словении, в которых сделал очень много сейвов и очень быстро реагировал на удары. Украина по сумме двух матчей выиграла со счётом 3:1 и прошла квалификацию
Сыграл все матчи сборной на Чемпионате Европы 2016 года. После первых двух туров стал лидером первенства по количеству сейвов, сыграв матчи против сборных Германии и Северной Ирландии. В обоих пропустил по 2 мяча. После них Украина покинула Евро.
В отборе на чемпионат мира 2018 сыграл все матчи. Украинцы заняли 3 место с 17 очками и не квалифицировались на турнир.
В группе «жёлто-синие» проиграли 3 матча — два сборной Хорватии и один — Исландии. В сумме в 10 матчах Пятов пропустил 9 голов, что является одним из лучших показателей среди вратарей сборных, которые не квалифицировались.
1 июня 2021 года был включен в официальную заявку сборной Украины главным тренером Андреем Шевченко для участия в матчах чемпионата Европы 2020 года.
После завершения чемпионата Европы 2020 принял решение завершить выступления за национальную сборную Украины и сосредоточится на выступлениях за клуб, однако уже в августе 2021 года был снова вызван в сборную на отборочные матчи чемпионата мира 2022 года в связи с травмами Георгия Бущана и Анатолия Трубина.
9 октября 2021 года отборочный матч к чемпионату мира 2022 года против Финляндии стал для Пятова юбилейным, 100-м в составе сборной Украины. Он стал пятым игроком, которому покорился этот гвардейский рубеж. Пятов в возрасте 37 лет и 103 дней стал самым возрастным игроком в истории сборной Украины, обойдя Анатолия Тимощука (37 лет и 83 дня).
10 июня 2022 года Андрей Пятов заявил, что матч Лиги Наций 2022/2023 со сборной Армении 11 июня, будет последним в его карьере в сборной.

## Достижения

### Командные
«Шахтёр» (Донецк)
- Чемпион Украины (11): 2007/08, 2009/10, 2010/11, 2011/12, 2012/13, 2013/14, 2016/17, 2017/18, 2018/19, 2019/20, 2022/23
- Вице-чемпион Украины (4): 2008/09, 2014/15, 2015/16, 2020/21
- Обладатель Кубка Украины (8): 2007/08, 2010/11, 2011/12, 2012/13, 2015/16, 2016/17, 2017/18, 2018/19
- Финалист Кубка Украины (2): 2013/14, 2014/15
- Обладатель Суперкубка Украины (6): 2008, 2010, 2012, 2015, 2017, 2021
- Обладатель Кубка УЕФА: 2008/09

Молодёжная сборная Украины
- Вице-чемпион молодёжного чемпионата Европы до 21 года: 2006

### Личные
- Лучший вратарь чемпионата Украины (7): 2008/09, 2009/10, 2013/14[12] , 2015/16[13], 2016/17, 2017/18, 2018/19[14]
- Футболист года в чемпионате Украины: 2010
- Член вратарского Клуба имени Евгения Рудакова
- Лучшие вратари мира (в 2011 году) — 33 место (версия «Bleacher Report»)[15]
- Обладатель самой продолжительной сухой серии в истории сборной Украины — 752[16] минуты.

## Рекорды
- Самый возрастной игрок в истории сборной Украины: 37 лет и 106 дней[10].

## Награды
- Кавалер ордена «За мужество» II степени (2009 год)[17]
- Кавалер ордена «За мужество» III степени (2006 год)[18].
- Отличие «Именное огнестрельное оружие» (2015 год)[19].

## Статистика выступлений

### Клубная
| Выступление      | Выступление      | Выступление      | Лига | Лига | Кубок | Кубок | Еврокубки | Еврокубки | Другие | Другие | Итого | Итого |
| Клуб             | Лига             | Сезон            | Игры | Голы | Игры  | Голы  | Игры      | Голы      | Игры   | Голы   | Игры  | Голы  |
| ---------------- | ---------------- | ---------------- | ---- | ---- | ----- | ----- | --------- | --------- | ------ | ------ | ----- | ----- |
| → Ворскла-2      | Вторая лига      | 2000/01          | 1    | -3   | 0     | 0     | 0         | 0         | 0      | 0      | 1     | -3    |
| → Ворскла-2      | Вторая лига      | 2001/02          | 16   | -24  | 0     | 0     | 0         | 0         | 0      | 0      | 16    | -24   |
| → Ворскла-2      | Вторая лига      | 2002/03          | 15   | -26  | 0     | 0     | 0         | 0         | 0      | 0      | 15    | -26   |
| → Ворскла-2      | Вторая лига      | 2003/04          | 22   | -35  | 0     | 0     | 0         | 0         | 0      | 0      | 22    | -35   |
| → Ворскла-2      | Вторая лига      | 2004/05          | 2    | -3   | 0     | 0     | 0         | 0         | 0      | 0      | 2     | -3    |
| → Ворскла-2      | Итого            | Итого            | 56   | -91  | 0     | 0     | 0         | 0         | 0      | 0      | 56    | -91   |
| Ворскла          | Премьер-лига     | 2002/03          | 1    | -1   | 0     | 0     | 0         | 0         | 0      | 0      | 1     | -1    |
| Ворскла          | Премьер-лига     | 2003/04          | 0    | 0    | 1     | 0     | 0         | 0         | 0      | 0      | 1     | 0     |
| Ворскла          | Премьер-лига     | 2004/05          | 1    | -2   | 0     | 0     | 0         | 0         | 0      | 0      | 1     | -2    |
| Ворскла          | Премьер-лига     | 2005/06          | 11   | -10  | 1     | 0     | 0         | 0         | 0      | 0      | 12    | -10   |
| Ворскла          | Премьер-лига     | 2006/07          | 30   | -28  | 1     | -2    | 0         | 0         | 0      | 0      | 31    | -30   |
| Ворскла          | Итого            | Итого            | 43   | -41  | 3     | -2    | 0         | 0         | 0      | 0      | 46    | -43   |
| Шахтёр (Донецк)  | Премьер-лига     | 2007/08          | 23   | -16  | 4     | -2    | 10        | -14       | 1      | -2     | 38    | -34   |
| Шахтёр (Донецк)  | Премьер-лига     | 2008/09          | 24   | -11  | 3     | -1    | 17        | -14       | 0      | -0     | 44    | -26   |
| Шахтёр (Донецк)  | Премьер-лига     | 2009/10          | 27   | -14  | 2     | -2    | 12        | -8        | 0      | -0     | 41    | -24   |
| Шахтёр (Донецк)  | Премьер-лига     | 2010/11          | 29   | -15  | 2     | -1    | 10        | -14       | 1      | -1     | 42    | -31   |
| Шахтёр (Донецк)  | Премьер-лига     | 2011/12          | 10   | -6   | 4     | -4    | 0         | -0        | 1      | -3     | 15    | -13   |
| Шахтёр (Донецк)  | Премьер-лига     | 2012/13          | 22   | -14  | 4     | -5    | 8         | -13       | 1      | -0     | 35    | -32   |
| Шахтёр (Донецк)  | Премьер-лига     | 2013/14          | 16   | -11  | 3     | -2    | 8         | -9        | 0      | -0     | 27    | -22   |
| Шахтёр (Донецк)  | Премьер-лига     | 2014/15          | 15   | -13  | 5     | -2    | 8         | -11       | 0      | -0     | 28    | -26   |
| Шахтёр (Донецк)  | Премьер-лига     | 2015/16          | 14   | -18  | 2     | -1    | 16        | -21       | 0      | -0     | 32    | -40   |
| Шахтёр (Донецк)  | Премьер-лига     | 2016/17          | 28   | -19  | 1     | -0    | 10        | -8        | 1      | -1     | 40    | -28   |
| Шахтёр (Донецк)  | Премьер-лига     | 2017/18          | 31   | -23  | 4     | -4    | 8         | -11       | 1      | -0     | 44    | -38   |
| Шахтёр (Донецк)  | Премьер-лига     | 2018/19          | 27   | -11  | 2     | -1    | 8         | -22       | 1      | -1     | 38    | -35   |
| Шахтёр (Донецк)  | Премьер-лига     | 2019/20          | 23   | -18  | 1     | -2    | 12        | -24       | 1      | -2     | 37    | -46   |
| Шахтёр (Донецк)  | Премьер-лига     | 2020/21          | 4    | -4   | 1     | -1    | 1         | -4        | 1      | -3     | 7     | -12   |
| Шахтёр (Донецк)  | Премьер-лига     | 2021/22          | 6    | -2   | 1     | -0    | 4         | -4        | 1      | -0     | 12    | -6    |
| Шахтёр (Донецк)  | Премьер-лига     | 2022/23          | 2    | -2   | 0     | -0    | 0         | -0        | 0      | -0     | 2     | -2    |
| Шахтёр (Донецк)  | Итого            | Итого            | 301  | -197 | 39    | -28   | 132       | -177      | 10     | -13    | 482   | -415  |
| Всего за карьеру | Всего за карьеру | Всего за карьеру | 400  | -329 | 42    | -30   | 132       | -177      | 10     | -13    | 584   | -549  |